# Divisópolis
Divisópolis é um município brasileiro do estado de Minas Gerais, Localizado no Vale do Jequitinhonha. Sua população estimada em 2013 era de 9.838 habitantes. O nome do município deriva do fato de estar localizado na fronteira do estado de Minas Gerais com a Bahia. Então, "Diviso", Divisão, e "polis", Cidade. Seu maior meio de subsistência é a Agricultura.

## História
O distrito de Divisópolis foi criado em 12 de dezembro de 1953 por meio da lei estadual 1.039, pertencente ao município de Almenara. Em 27 de abril de 1992 tornou-se município por força da lei estadual 10.704 e foi instalado no dia 1 de janeiro de 1993.

## Geografia
Sua altitude no ponto central da cidade com aproximadamente 920,00 m. Limites com os municípios de Pedra Azul, Almenara, Bandeira e Mata Verde. Seus recursos Hídricos  representando a Bacia do Rio Jequitinhonha com índice médio pluviométrico anual:  877 mm. Seu clima é inconstante com temperatura máxima anual de 27,9 °C e mínimas de 17,7 °C e média anual de 22,1 °C. A distância aproximada da capital mineira Belo Horizonte é 786 km.